# Terminalia grandiflora
Terminalia grandiflora är en tvåhjärtbladig växtart som beskrevs av George Bentham. Terminalia grandiflora ingår i släktet Terminalia och familjen Combretaceae. Inga underarter finns listade i Catalogue of Life.